# Louis Marie Prudhomme
Louis Marie Prudhomme (Lione, 1752 – Parigi, 20 aprile 1830) è stato un giornalista e scrittore francese.

## Biografia

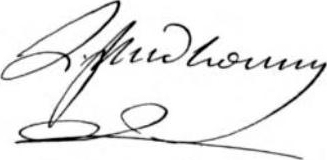
Firma di Prudhomme

Lavora come libraio a Lione e poi a Parigi. In seguito si trasferirà a Meaux, come rilegatore.
Rientrato a Parigi, è più volte arrestato per i suoi scritti: tra il 1787 e 1789, avrebbe scritto 1500 pamphlet. Tra questi si ricordano Résumé général, Extrait des cahiers de pouvoirs, instructions, demandes ou doléances remis par divers bailliages, sénéchaussés et pays d'État du royaume scritti in collaborazione con Laurent de Mezières e Jean Rousseau e pubblicato in tre volumi nel 1789.
Dal 12 luglio 1789 fino al 28 febbraio 1794, pubblica un giornale, Les Révolutions de Paris (in italiano "Le Rivoluzioni di Parigi"), il cui principale redattore è Elisée Loustalot, insieme a Sylvain Maréchal, Pierre Gaspard Chaumette e Fabre d'Églantine, e ottiene un gran successo.
Nel giugno 1793, un tempo imprigionato come monarchico, si allontana da Parigi e della vita politica. Nel 1797, pubblica L'Histoire générale et impartiale des erreurs, des fautes et des crimes commis pendant la Révolution française in 6 volumi (in italiano "Storia generale e imparziale degli errori, dei fatti e dei crimini commessi durante la Rivoluzione francese"), lavoro controllato dalla polizia del Direttorio. Nel giugno-ottobre 1799, pubblica un quotidiano, Le Voyageur (in italiano "Il Viaggiatore") arrivando a stampare 105 numeri
Nel 1799, Prudhomme diventa direttore degli ospedali di Parigi, funzione alla quale unisce le sue abilità di libraio e di scrittore e giornalista.
Ostile all'Impero, accoglie favorevolmente la Restaurazione e pubblica nel 1825 L'Europe tourmentée par la Révolution de France, ébranlée par dix-huit années de promenades meurtrières de Napoléon Bonaparte in due volumi (in italiano "L'Europa tormentata dalla Rivoluzione di Francia, scossa da diciotto anni di passeggiate mortali di Napoleone Bonaparte").